# Grand Prix d'Orchies
Le Grand Prix d’Orchies est une ancienne course cycliste française, organisée de 1953 à 1978, avec annulation en 1971.
Ce critérium de 180 kilomètres qui empruntait plusieurs secteurs pavés se déroulait le jeudi de la ducasse à la mi-septembre jusqu'en 1972, puis a été déplacé au samedi suivant à partir de 1973; cette course était placée sous le patronage de La Voix du Nord et de L'Équipe. 
La Chicorée Leroux s'impliqua dans l'organisation des premiers Grands Prix d’Orchies, avec l'aide de l’Entente Cycliste Douai-Orchies et du Vélo-Club Orchésien, ainsi qu'avec le concours de la Municipalité d’Orchies. 
Orchies est une commune française située dans le département du Nord (59), en région Hauts-de-France.

## Palmarès
| Année | Vainqueur         | Deuxième                      | Troisième             |
| ----- | ----------------- | ----------------------------- | --------------------- |
| 1953  | Jules Renard      | Jean-Pierre Preuss            | R. Vitse              |
| 1954  | Élie Marsy        | Erio Plassa                   | J. Vansterteghem      |
| 1955  | Édouard Klabinski | César Marcelak                | Yves Delplanque       |
| 1956  | Édouard Klabinski | Julien Schepens               | Gaston Vanneste       |
| 1957  | André Darrigade   | Lucien De Munster             | Gérard Devogel        |
| 1958  | Jean Graczyk      | Henri Van Kerckhove           | Albert Platel         |
| 1959  | Roger Baens       | Gilbert Scodeller             | Gérard Pype           |
| 1960  | Jean Stablinski   | Michel Stolker                | Georges Decraeye (nl) |
| 1961  | Jos Wouters       | Jean Graczyk                  | Rik Luyten            |
| 1962  | Rolf Wolfshohl    | Joseph Groussard              | Seamus Elliott        |
| 1963  | Karel De Laet     | Willy Bocklant                | Gustaaf De Smet       |
| 1964  | Theo Verschueren  | Jean Gainche                  | Jos Huysmans          |
| 1965  | Seamus Elliott    | Barry Hoban                   | Vincent Denson        |
| 1966  | Gilbert Desmet    | Jean Graczyk                  | Norbert Kerckhove     |
| 1967  | Peter Post        | Eric Demunster                | Raymond Delisle       |
| 1968  | Eric Demunster    | Rolf Wolfshohl                | Arie den Hartog       |
| 1969  | Jan Krekels       | Jan van Katwijk               | Gerben Karstens       |
| 1970  | Harry Steevens    | Jan Krekels                   | Harrie Jansen         |
| 1972  | Jozef van Beers   | Cees Koeken                   | Eddy Peelman          |
| 1973  | Willy Teirlinck   | Englebert Opdebeeck           | Robert Mintkiewicz    |
| 1974  | Frans Verbeeck    | Marc Demeyer                  | Jos Huysmans          |
| 1975  | Marc Demeyer      | Robert Mintkiewicz            | Henri-Paul Fin        |
| 1976  | Walter Planckaert | Marc Demeyer ou Hubert Mathis | Georges Talbourdet    |
| 1977  | Paul Wellens      | Henk Lubberding               | Hubert Arbès          |
| 1978  | Michel Laurent    | Jan Raas                      | Joop Zoetemelk        |